# Volta a Llombardia 1987
La Volta a Llombardia 1987 fou la 81a edició de la clàssica ciclista Volta a Llombardia. La cursa es va disputar el diumenge 17 d'octubre de 1987, sobre un recorregut de 265 km. El vencedor final fou l'italià Moreno Argentin, que s'imposà per davant d'Eric Van Lancker i Marc Madiot.

## Classificació general
|    | Ciclista           | Equip                  | Temps     |
| -- | ------------------ | ---------------------- | --------- |
| 1  | Moreno Argentin    | Gewiss-Bianchi         | 6h 52' 10 |
| 2  | Eric Van Lancker   | Panasonic-Isostar      | m. t.     |
| 3  | Marc Madiot        | Système U              | m. t.     |
| 4  | Éric Boyer         | Système U              | + 22"     |
| 5  | Ennio Salvador     | Gis Gelati-Jollyscarpe | m. t.     |
| 6  | Walter Magnago     | Carrera-Vagabond       | m. t.     |
| 7  | Claude Criquielion | Hitachi-Marc           | m. t.     |
| 8  | Flavio Giupponi    | Del Tongo-Colnago      | m. t.     |
| 9  | Charly Mottet      | Système U              | m. t.     |
| 10 | Leo Schönenberger  | Fibok-Mueller          | + 1'02"   |